# Giovanni Battista Mele
Giovanni Battista Mele, noto anche nella versione spagnola Juan Bautista Melle (Napoli, 1693 o 1694 o 1701 – forse ivi, dopo il 1752), è stato un compositore italiano, attivo in Spagna.

## Biografia
Ricevette la propria formazione musicale al Conservatorio dei Poveri di Gesù Cristo di Napoli, dove fu ammesso il 25 novembre 1710; qui vi rimase dai 10 ai 12 anni e studiò sotto la guida di Gaetano Greco. Successivamente fu allievo di Leonardo Vinci e nel 1735 si recò a Madrid, dove fu attivo come compositore d'opera assieme a Francesco Corradini e Francesco Corselli nei locali teatri. Il suo primo lavoro fu una traduzione in spagnolo e adattamento del Demetrio di Pietro Metastasio, il quale fu rappresentato al Teatro de la Cruz. Entrò anche a contatto con la corte reale di Filippo V, per la quale nel 1744 compose due serenate italiane. Nel 1746, anno in cui Ferdinando VI succedette al precedente come erede al trono, Mele grazie a Farinelli fece ingresso nella corte reale spagnola, dove divenne compositore d'opera di corte e direttore del Nuovo Real Teatro nel Palazzo del Buon Ritiro. Agli inizi del 1747 collaborò con Corselli e Corradini per mettere in musica durante il Carnevale un adattamento in spagnolo del dramma metastasiano La clemenza di Tito prodotto da Luzàn y Suelves. Il 4 dicembre dello stesso anno Mele rappresentò al Buen Retiro il suo primo lavoro creato indipendentemente, Angélica y Medoro e nel 1750 concluse la sua carriera operistica con l'opera seria Armida placata, rappresentata in occasione delle festività per il matrimonio dell'Infante Maria Antonia e che vide tra i cantanti la partecipazione di Farinelli.

## Considerazioni sull'artista
La musica di Mele presenta affinità con lo stile compositivo di Francesco Feo e con quello del più giovane Domingo Terradellas, ma allo stesso tempo conserva delle caratteristiche proprie. Le sue poche composizioni sopravvissute si distinguono per la scrittura vocale brillante, la vitalità ritmica, la coloratura delicata e per il loro carattere giocoso; mostrano inoltre una tendenza pre-classica, come è possibile notare nell'introduzione strumentale della sua Serenata per la ricupperata salute di Sua Maestà del 1744, dove viene impiegato il basso albertino. I suoi lavori sono inoltre molto ricchi di figurazioni ornamentali e ripetizioni motiviche e presentano un'orchestrazione assai inusuale e ricca d'inventiva.

## Composizioni

### Opere
- Por amor y por lealtad recobrar la majestad (opera seria, D. V. de Camacho, basato su Demetrio di Pietro Metastasio, 1736, Madrid)
- Amor constancia y mujer (opera seria, basata su Siface di Pietro Metastasio, 1737, Madrid)
- La clemencia de Tito (3° atto) (opera seria, libretto di de Luzán y Suelves, dopo Pietro Metastasio, 1747, Madrid; in collaborazione con Francesco Corselli (1° atto) e Francesco Corradini (2° atto))
- Angélica y Medoro (festa teatrale, libretto di Pietro Metastasio, dopo Ludovico Ariosto, 1747, Madrid)
- El polifemo (3° atto) (opera seria, libretto di Rolli, 1748, Madrid; in collaborazione con Francesco Corselli (1° atto) e Francesco Corradini (2° atto))
- El vellón de oro conquistado (opera seria, libretto dell'Abate Pico della Mirandola, 1748, Madrid)
- Endimion y Diana (azione teatrale, basata su Endimione di Pietro Metastasio)
- Armida placata (opera seria, libretto di G. A. Migliavacca, 1750, Madrid)
- Arianna in Teseo (forse perduta)
- Il mago per amore (forse perduta)

### Altri lavori
- Serenata per la ricupperata salute di Sua Maestà (per 5 voci e strumenti, 1744)
- Serenata in occasione di festeggiarse i solenni sponsali della real infanta di Spagna, Donna Maria Teresa, con il delfino di Francia (1744)
- Concerto per flauto, violini, violetta e basso